# Al-Muwaffaq (Abbaside)
Abu Ahmad Talha b. Dscha'far al-Muwaffaq bi-llah (arabisch أبو أحمد طلحة بن جعفر الموفق بالله, DMG Abū Aḥmad Ṭalḥa b. Ǧaʿfar al-Muwaffaq bi-’llāh; * 842; † 2. Juni 891) war zwischen 875 und 891 der herrschende Regent der Abbasiden unter dem Kalifen al-Mu'tamid und Vater des sechzehnten Abbasiden-Kalifen al-Mu'tadid bi-'llah.

## Leben
Al-Muwaffaq war der Sohn des zehnten Abbasiden-Kalifen al-Mutawakkil und der Sklavin Isḥāq al-Andalusiyya. Er war Halbbruder des fünfzehnten Kalifen al-Mu'tamids (reg. 870–892) und übernahm 875 die Leitung der Reichsverwaltung in Bagdad. Bald hatte er den schwachen al-Mu'tamid weitgehend von der Regierung verdrängt.
Unter al-Muwaffaq konnte das Kalifat der Abbasiden wieder stabilisiert werden. So schlug er bis 883 den Aufstand der Zandsch im Südirak nieder, verstärkte die Kontrolle über die Provinzen und bekämpfte auch die Tuluniden in Syrien energisch.
Da al-Muwaffaq zunehmend an Elephantiasis litt, übernahm sein Sohn Abu l-Abbas Ahmad seit 889 die Regierungsgeschäfte. Nach al-Muwaffaqs Tod am 5. Juni 891 erreichte Abu l-Abbas Ahmad von al-Mu'tamid auch offiziell die Übertragung der Ämter seines Vaters. Später konnte sich Abu l-Abbas Ahmad unter dem Namen al-Mu'tadid bi-'llah als Kalif durchsetzen (892–902).

## Familie, Kinder, Nachkommen
Mit der Sklavin Ḍirār (gest. 891) hatte er einen Sohn namens Abu l-Abbas Ahmad, den späteren sechzehnten Kalifen al-Mu'tadid bi-'llah.